# Do not disturb (Van der Graaf Generator)

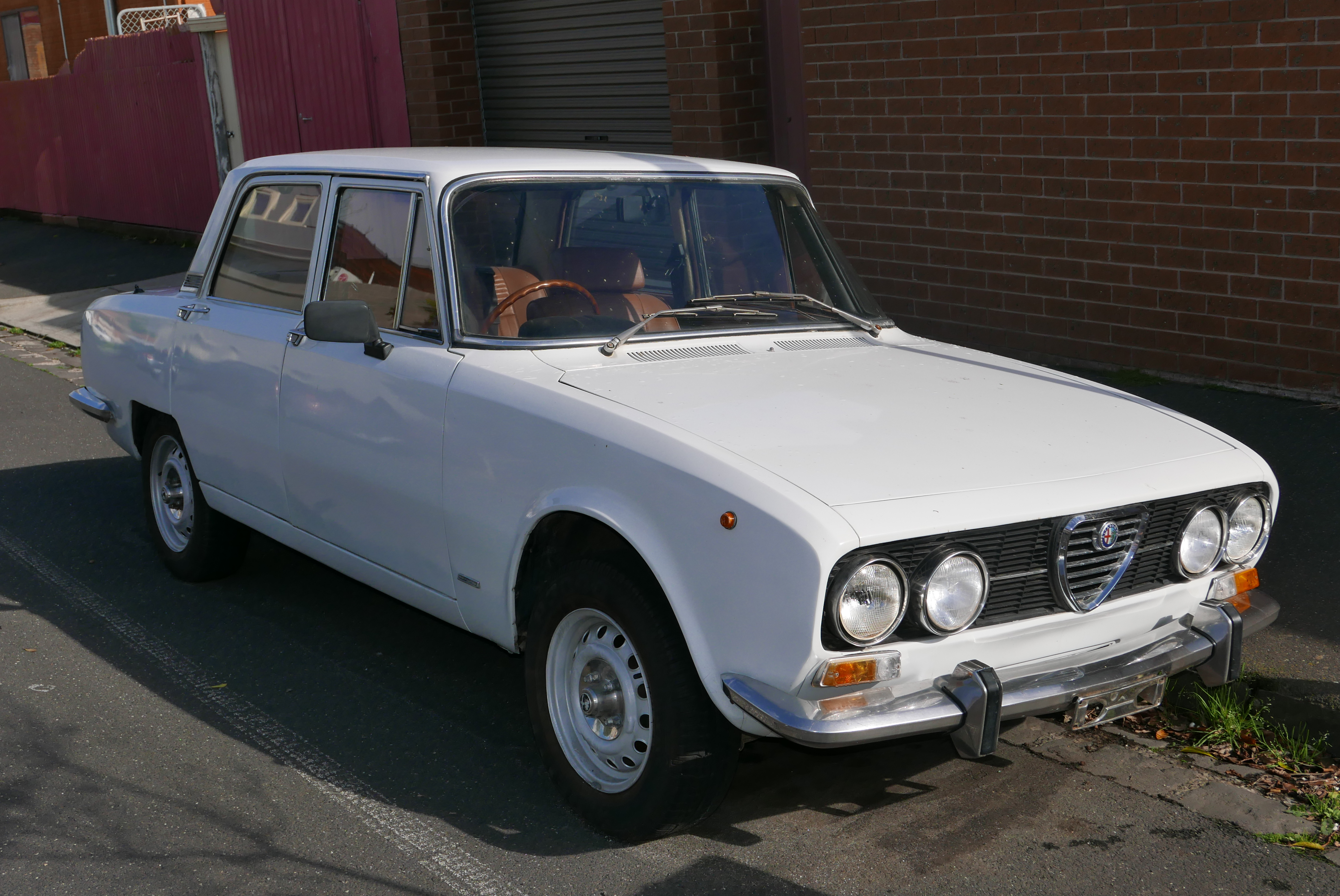
Alfa Romeo 2000 Berlina uit 1972

Do not disturb is een studioalbum van Van der Graaf Generator. Het was hun dertiende studioalbum sinds hun debuutalbum The Aerosol Grey Machine. Het album werd in vier a vijf dagen tijd opgenomen in Stage 2 Studio te Bath. De muziek van Van der Graaf generator bevindt zich in de categorie progressieve rock dan wel artrock. Het album staat vol met wisselingen in melodie, ritmes en stemmingen. 
Een aantal recensenten zag in de teksten, dat dit weleens het laatste album van de muziekgroep zou kunnen zijn. Zo wendde de band zich voor inspiratie naar een Alfa Romeo Berlina, waarmee ze in 1972 een tournee door Italië hielden. Maar Hammill had het daarbij al over unreliable mementoes. Verderop (Oh no!) zong hij "I don’t want to talk about the old days any more". Het album sluit af met "It’s time to go".
Het album schampte de albumlijsten van Nederland, Italië en het Verenigd Koninkrijk en Nederland.

## Musici
- Peter Hammill – stem, piano en gitaar
- Hugh Banton – toetsinstrumenten waaronder veelvuldig het hammondorgel, basgitaar, accordeon en glockenspiel
- Guy Evans – slagwerk, percussie

## Muziek
| Nr. | Titel                         | Duur |
| --- | ----------------------------- | ---- |
| 1.  | Aloft                         | 7:20 |
| 2.  | Alfa Berlina                  | 6:40 |
| 3.  | Room 1210                     | 6:48 |
| 4.  | Forever falling               | 5:40 |
| 5.  | Shikata ga nai                | 2:29 |
| 6.  | (Oh no! I must have said) Yes | 7:44 |
| 7.  | Brought to book               | 7:57 |
| 8.  | Almost the words              | 7:54 |
| 9.  | Go                            | 4:35 |